# トポロジカル量子数
物理学においてトポロジカル量子数（トポロジカルりょうしすう 英: topological quantum number、トポロジカルチャージ 英: topological charge とも）とは、なんらかの物理的理論において定義されるトポロジーを考慮した量で、離散的な値のみを取るものをいう。最も一般的には、物理系をモデル化した微分方程式系に対する位相欠陥やソリトン型の解に付随するトポロジカル不変量を意味する。実際、ソリトンの安定性はトポロジーに因るものである。「トポロジーを考慮」とは、具体的には問題の記述における基本群もしくは高次のホモトピー群によるもので、多くの場合は指定される境界条件が微分方程式により保存される非自明なホモトピー群を持つかどうかによる。ある解のトポロジカル量子数はその解の回転数と呼ばれることもあるが、より正確には写像度である。
最近の相転移の性質についての考察により、トポロジカル量子数とそれに付随する解が相転移により生成・消滅する可能性が示唆されている。

## 素粒子物理学
素粒子物理学における例として、スキルミオンが挙げられる。この場合のトポロジカル量子数はバリオン数である。その起源はアイソスピンが三次元球面 {\displaystyle S^{3}} と同型な SU(2) によりモデル化され、{\displaystyle S^{3}} がその群構造を全単射関係により受け継ぎ、同型写像が位相群の分類内にあることに発する。実三次元空間を無限遠点で閉じることにより、三次元球面とすることができる。三次元空間におけるスカームの方程式の解は、「現実の」（物理的な、ユークリッド）空間上の点を三次元多様体 SU(2) 上に写像する。トポロジー的に異る解は、ある球を別の球に「巻き付ける」。このような解はどんなに変形させても解に不連続を導入しないかぎり「解く」ことはできない。物理学上、このような不連続は無限大のエネルギーと結び付いており、したがって導入が許されない。
上記の例では、トポロジー的言明は三次元球面の三次ホモトピー群が
{\displaystyle \pi _{3}(S^{3})=\mathbb {Z} }
であり、したがってバリオン数が整数しか取りえないことである。
これらの考え方の一般化がWess-Zumino-Wittenモデルに見られる。

## 厳密可解模型
もう一つの例が、サイン・ゴルドン方程式やコルトヴェーグ・ドフリース方程式、石森方程式などの厳密可解模型の分野に挙げられる。一次元サイン・ゴルドン方程式は特に単純な例を与える。この場合、問題となる基本群は
{\displaystyle \pi _{1}(S^{1})=\mathbb {Z} }
であり、文字通り回転数（円の回りに円を巻き付けることは整数回しかできない）である。量子サイン・ゴルドン模型は、質量のあるシリング模型と等価である。基底励起はフェルミオンとなり、トポロジカル量子数 {\displaystyle \mathbb {Z} } はフェルミオンの数である。サイン・ゴルドン模型の量子化により、トポロジカルチャージは「分数」になりうる。紫外繰り込みに関する無矛盾な考察により、分数個のフェルミオンは紫外カットオフよりも上に追い遣られることがわかる。よって、{\displaystyle \mathbb {Z} } にプランク定数に依存する分数が乗算されることになる。

## 固体物理学
固体物理学においては、螺旋転移などのある種類の結晶転移をトポロジカルソリトンとして説明できる。例として、ゲルマニウムウィスカーに付随する螺旋転移が挙げられる。